# Luisa María de Orleans (1726-1728)
Luisa Magdalena de Orleans (París, 5 de agosto de 1726 - Saint-Cloud, 14 de mayo de 1728) fue una princesa francesa muerta en la infancia.

## Biografía
Fue la segunda de los dos vástagos del matrimonio formado por Luis I, duque de Orleans y la princesa Augusta Juana de Baden-Baden. Su padre era hijo del que había sido regente en nombre de Luis XV, Felipe II, duque de Orléans. Por su parte, su madre era una princesa alemana hija de Luis Guillermo, margrave de Baden-Baden conocido como Luis El Turco (en alemán Türkenlouis). Tuvo un hermano, Luis Felipe que sucedería a su padre como duque de Orléans tras la muerte de este último en 1752.
Antes de su nacimiento su madre se vio aquejada por grandes dolores, dando a luz a esta princesa en el Palais-Royal, residencia de los duques de Orléans en París el 5 de agosto de 1726.Su madre moriría tres días después.
Moriría con un año de edad en el castillo de Saint-Cloud, residencia de sus padres en los alrededores de París. Durante su corta vida fue conocida como Mademoiselle d'Orléans. Su nombre es motivo de diferencias en las fuentes, para algunos es Luisa María y, para otros, Luisa Magdalena.
Su cuerpo fue enterrado en el convento de Val-de-Grâce, en la capilla que albergaba el corazón de su antepasada Ana de Austria, esposa de Luis XIII de Francia.